# Acanthophyllum microcephalum
Acanthophyllum microcephalum är en nejlikväxtart som beskrevs av Pierre Edmond Boissier. Acanthophyllum microcephalum ingår i släktet Acanthophyllum och familjen nejlikväxter. Inga underarter finns listade i Catalogue of Life.